# Битти, Пол
Пол Битти (англ. Paul Beatty, род.1962) — американский писатель. В 2016 году получил Букеровскую премию за роман «Продажная тварь».

## Ранние годы и образование
Родился в Лос-Анджелесе в 1962 году, получил степень мастера изобразительных искусств в Бруклинском колледже и степень магистра психологии в Бостонском университете.

## Карьера
В 1990 году Битти выиграл поэтический конкурс Poetry Slam. Одним из призов за победу в конкурсе стало издание его первого сборника стихов Big Bank Take Little Bank  (в 1991 году). После последовала ещё одна книга стихов Joker, Joker, Deuce (в 1994 году).
Его первый роман The White Boy Shuffle (1996) получил положительный обзор в Нью-Йорк Таймс от Ричарда Бернстайна, который назвал книгу «взрыв сатирического тепла от талантливого сердца чёрной американской жизни». Его второй роман Tuff (2000) получил положительную рецензию от журнала Time. В 2006 году Битти редактировал антологию афроамериканского юмора под названием «Hokum» и написал статью в Нью-Йорк Таймс на эту же тему.
В своем романе 2015 года Продажная тварь Битти рассказывает о городском фермере, который пытается возглавить возрождение рабства и сегрегации в вымышленном районе Лос-Анджелеса. Об этом романе отозвалась Элизабет Доннелли, написав в The Guardian, что это «мастерское произведение, которое делает Битти самым смешным писателем Америки». На создание книги у Пола Битти ушло пять лет.
Роман «Продажная тварь» (англ. The Sellout) получил Премию Национального круга книжных критиков в 2015 году и в 2016 году Букеровскую премию. Битти стал первым американцем, который выиграл Букеровскую премию (ранее Букеровскую премию получали только писатели из Великобритании, Ирландии и стран Содружества наций). В России книгу выпустило издательство «Эксмо» в 2017 году.

## Работы

### Поэзия
- Big Bank Take Little Bank (1991). Nuyorican Poets Cafe Press. ISBN 0-9627842-7-3
- Joker, Joker, Deuce (1994). ISBN 0-14-058723-3

### Проза
- The White Boy Shuffle (1996). ISBN 0-312-28019-X
- Tuff (2000). Alfred A. Knopf. ISBN 0-375-40122-9 Slumberland (2008). Bloomsbury USA, ISBN 978-1596912410
- Продажная тварь (The Sellout) (2015). New York: Farrar Straus Giroux. London: Oneworld Publications, 2016. ISBN 978-1786071477 (hardback), 978-1786070159 (paperback)

### Сборник
- Hokum: An Anthology of African-American Humor (2006). Bloomsbury USA. ISBN 978-1596911482